# 髙嶋政宏
髙嶋 政宏（、1965年〈昭和40年〉10月29日 - ）は、日本の俳優、タレント、司会者。東京都世田谷区出身。成城学園中学校高等学校、成城大学法学部卒業。身長は183cm。東宝芸能所属。別名：スターレス髙嶋。父は俳優で司会者の高島忠夫、母は女優でタレントの寿美花代、弟は俳優の髙嶋政伸、妻は女優のシルビア・グラブ。

## 略歴
1965年10月29日、父・高島忠夫、母・寿美花代の次男として誕生。幼少時は東京と神戸の祖父母のところと半々の生活だった。
成城学園中学校高等学校を経て、成城大学法学部在学中の1987年、映画『トットチャンネル』にて俳優デビュー。同作および映画『BU・SU』での演技により第61回キネマ旬報ベスト・テン新人男優賞や第42回毎日映画コンクールスポニチグランプリ新人賞、第30回ブルーリボン賞新人賞、第11回日本アカデミー賞新人俳優賞、第12回報知映画賞新人賞などを受賞。テレビドラマでは『純ちゃんの応援歌』で人気を得るが、1993年の『同窓会』が世間に強烈なインパクトを残し、自身も役の幅を広げる。
以降、『山岳救助隊・紫門一鬼』シリーズや『レ・ミゼラブル』、『ヤマトタケル』などで活躍。
両親・弟と共に東宝芸能に所属している。
私生活では、2000年のミュージカル『エリザベート』初演での共演をきっかけに交際していたシルビア・グラブと2005年に結婚。シルビアの誕生日である7月17日に婚姻届を提出し、7月30日にハワイ・マウイ島にて挙式した。

## 人物
ゴジラシリーズや映画『ヤマトタケル』などで監督を務めた大河原孝夫は、髙嶋について役作りにあたっていろいろな引き出しを用意するタイプであったと述べている。『ゴジラvsメカゴジラ』で共演した佐野量子は、髙嶋は何事にも真剣に取り組んでおり、脚本をじっくり読み込んでセリフの裏の意味も理解していたと証言している。
高校から大学までアメフト部に所属していた。『トットチャンネル』のオーディションでは、アメフトの試合直後でジャージを着たまま向かったところ、監督の大森一樹が他の俳優はかしこまった格好で来るのに面白いと気に入られ、起用されるに至った。

### 熱烈なロック通
小学校低学年の頃、テレビの歌番組に出演していたダウン・タウン・ブギウギ・バンドを見て衝撃を受ける。父にエレキギターをやってみたいと訴えたところ「不良になる」と却下された。しかし「エレキベースならどうか？」と食い下がったところ「ベースなら良い（音が低く精神を掻き乱さないから）」と許可された。8歳くらいから近くのレコード店に通うようになる。店主が洋楽のレコードを薦め、試聴させてくれた楽曲のなかにハードロックバンド「キッス」のアルバム『地獄のロックファイアー』があり、収録曲『悪魔のドクター・ラヴ "Calling Dr. Love"』に特に心を奪われ夢中になったという。 以来、無類のロック好きとなった。LP、CDも5,000枚以上所持していると言われ、キッスのアイテムも300点以上保持している。中学生時代からアマチュアロックバンドを組んでライブを行っていた。ビジーフォーのライブで前座を務めたこともある。芸能界に入ってから、俳優業と並行して歌手としてCDを出していた時期もある。アルバムには自作曲も収録された。

#### キング・クリムゾン「スターレス髙嶋」
青少年時代より英国のプログレッシブ・ロックバンド【キング・クリムゾン】を信奉しており、自身のソロシングル「こわれるくらい抱きしめたい」のB面（c/w）で同バンドの楽曲「スターレス」をカヴァーしているほどである。友人の兄（東京ニュー・ウェイヴに参加したBOLSHIEのメンバー石田健司）から「こういうのも聴いてみろ」と勧められたアルバム『レッド (キング・クリムゾンのアルバム)』に衝撃を受けたのが切っ掛けであった。
『ROCK FUJIYAMA』に出演した際には、『プログレッシブ・ロック』に対する愛を語り、その意外性が話題となった。その番組ではロックの話をする際に、内容があまりにもマニアックなものもあったため、鮎貝健やSHELLYを始めとする共演者でさえも誰も話題についていけないほどで、キング・クリムゾンの楽曲名とかけた「スターレス髙嶋」とあだ名された。その後も非ミュージシャンながら『ROCK FUJIYAMA』に3度の出演を果たし、番組最多出演ゲストとなった。その関係で、番組初登場後のあまりの反響ぶりから、キング・クリムゾンのベストアルバム『濃縮キング・クリムゾン』(en:The Condensed 21st Century Guide to King Crimson)の国内盤ライナーノーツを担当し、以降もリイシュー盤のCD帯原稿などを手掛けている。
うつ病を患って入院し、回復しつつあった病床の父・忠夫の前で「スターレス」を歌ったことも告白したことがある。また、その「スターレス」を創った期のメンバーだったジョン・ウェットンが亡くなった際には追悼の念を述べた。
2007年5月26日には『ROCK FUJIYAMA』以外で初めて、「スターレス髙嶋」名義でJ-WAVEの『東京REMIX族』への出演も果たしている。同番組でも、ロックへの愛を熱く語ったことはもちろんだが、プログレ初心者の中川翔子から「初心者にお勧めは？」と聞かれ、「やっぱりクリムゾンの『レッド』ですかね!!」と答え、山田五郎には「『宮殿』からじゃダメなんだ？ うら若き乙女に『レッド』からいかせるなんて…」と突っ込まれた。
2013年11月から放映開始した自身の初冠番組『高嶋政宏の旅番長』では、しばしばキング・クリムゾンのTシャツを着用して出演している。
2016年にスターレス髙嶋名義で、キング・クリムゾンのトークイベントを開催。
2018年、キング・クリムゾン結成50周年を記念した来日ツアーに合わせ、プロモートしたクリエイティブマン・プロダクションのチャンネルにて長編エピソードを公開。
2019年夏、親交がある日本のプログレ・バンド「金属恵比須」と共同でライブイベントを主催。最後のトリで、楽曲「スターレス」を熱唱した。
2021年11月、キング・クリムゾン最後の来日ツアーに併せた特別番組のPRに起用され、予想時間を越える長尺解説をWEBで公開し熱く語った。

#### その他
1989年、後に「COSA NOSTRA」を結成する桜井鉄太郎とともにユニット「Real Pop Organizers」を結成。アルバム『R.P.O』をリリースしている。
『ROCK FUJIYAMA』ではマイケル・シェンカー・グループ、イエス、AC/DCの来日公演を観た話をして、マーティ・フリードマンとROLLYと共にこれら3バンドの曲をベースを弾きながらセッションした。
パンク・ロックやニュー・ウェイヴのファンでもあり、好きなバンドにセックス・ピストルズ、XTC、テレヴィジョン、ワイヤーを挙げている。
音楽と人1994年8月号のインタビューにおいては更に日本のニューウェーブバンドにも触れており突然段ボール、フリクション、不正療法などのバンド以外にもグレイトフル・デッド、ザ・バンド、イーグルス、ドゥービー・ブラザーズなどアメリカンロックも挙げておりインタビュアーの市川哲史をして「（記事中のバンドの解説は）あまりにも膨大なので説明不能。すまん」と注釈を付けるほどの知識を有している。
2008年2月10日には、舞台『ベガーズ・オペラ』に出演のため滞在していた大阪市で、ポリスの大阪ドーム公演にも足を運んだ。

### 鹿児島通
自他共に認める鹿児島通である。年に何度もプライベートで来訪しており、穴場に関しては地元の観光関係者が舌を巻くほどの詳しさである。また近年は鹿児島が舞台の映画に地元民の役柄で出演する事も多く流暢な唐芋普通語を披露している。さらに地元の人も知らないラーメン屋やさつま揚げ屋など詳細な鹿児島通には地元の人も驚く。映画『チェスト』での鹿児島弁は事前に鹿児島に入り、地元住民と焼酎を酌み交わしながら覚えた。鹿児島人にも「髙嶋さんの鹿児島弁は完璧だ」と役者魂を出した。また映画『海の金魚』では鹿児島に住むお父さん役をこなしているが、全般は共通語であるが、随所に鹿児島弁を披露しており鹿児島愛を感じされる作品である。
2019年1月31日、鹿児島県知事から委嘱され鹿児島県の広報大使である薩摩大使に就任。薩摩大使は、日銀において県外からの転勤者が鹿児島を去る際にも就任する制度で、日銀の鹿児島支店長も代々就任している。

## エピソード
中学時代に同級生とアマチュアバンドを結成、同級生のツテでライブハウスに前座として出演する（ギャラはライブハウスで出される飲食であった）。大学時代にはビジーフォーの前座も務めたが、高島忠夫の息子とは周囲は知る由もなく、後にモト冬樹と共演した際に告白して驚かれた。
叔父・髙嶋弘之のような音楽関係職を希望しており、権利を勉強するため大学は法学部に進学。一時期は弁護士を目指していた。大学の文化祭でモデル事務所にスカウトされ、パーティスナップが雑誌に掲載された。その写真を見た東宝の社員からスカウトされ、在学中にデビュー。一方、弟の政伸は政宏の付き人を1年やり、政宏の紹介で役を射止めてデビューした。
石黒賢は中学・高校・大学を通じて同期生である。
愛妻家を公言して憚らない。妻のことが大好きで、妻の父方（シルビアの父はドイツ系スイス人）の故郷ではハグとキスが当たり前であったと聞き、髙島も真似て毎日妻の左こめかみあたりにキスしていたらその部分の髪が薄くなったという。
2010年3月からアデランスの「アデランスは誰でしょう?」の第2弾CMに新庄剛志・八嶋智人と共に出演。正解は髙嶋で、頭の真ん中の頭頂部までをさかやきのように剃り上げ、まるで落ち武者のような髪型で登場した。
ゴジラシリーズに出演する一方で、自身もゴジラそのもののファンである。『ゴジラvsメカゴジラ』への出演は、髙嶋自身が監督の大河原孝夫へ希望したことがきっかけであった。同シリーズには、父・忠夫や弟・政伸も出演しており、『vsメカゴジラ』出演の際には忠夫からアドバイスを受けていたほか、忠夫と共演もしている。コクピットのシーンは、映画『ガンヘッド』での経験を活かし、セットに逐一出入りしなくて済むよう水や食料などを持ち込んでセットに入りっぱなしで撮影に挑んだ。2018年2月3日にTOHOシネマズ日劇にて特別イベント「さよなら日劇ラストショウ」に登壇した際にはゴジラのフィギュアを掲げてゴジラへの愛を明かしたうえ、2016年公開の『シン・ゴジラ』への出演に期待するも以前のゴジラ作品でメインを演じた人は駄目という理由から出演できなかったことを明かしている。
兄弟の確執ではなく事務所の方針としているが、弟とは2013年を最後に共演していない。
2018年10月にぶんか社から『変態紳士』を上梓し、同時にSMが趣味であることをカミングアウトした。
駅弁好きである。両親揃って多忙な芸能人であり、親子で過ごす時間が少ないことを憂慮した父が、地方での収録の際に子どもたちを同行させることがあった。その際に電車内で食べる駅弁がとても美味しく感じ、一緒に過ごした楽しい時間の記憶になっているという。現在までに多くのグルメ番組に出演しており、食に関してこだわりを持っている"自称・食の変態"であるが、そのルーツは駅弁であると語る。また、その食べ方にも独自のこだわりを持っている（1.新横浜駅を通過してから食べる。2.電車が動いていない時は食べる手を止める。3.駅弁は温めるべからず。等々）。東京駅構内の駅弁専門店で購入するためだけに入場券を買って足を運ぶこともあり、一度に複数個を購入している。

## 出演

### テレビドラマ
- 大河ドラマ（NHK総合）
  - 独眼竜政宗（1987年） - 片倉小十郎重綱 役
  - 毛利元就（1997年） - 尼子晴久 役
  - 利家とまつ（2002年） - 徳川家康 役
  - 八重の桜（2013年） - 槇村正直 役
  - おんな城主 直虎（2017年） - 本多忠勝 役
- 男と女のミステリー（フジテレビ）
  - 駅－THE STATION（1988年5月27日）- 大上拓也 役
    - 街シリーズ（1989年4月21日・1990年1月19日・1991年1月25日） - 大上拓也 役
- 銀河テレビ小説「悲しみだけが夢をみる」（1988年、NHK総合） - 池上弘 役
- 連続テレビ小説「純ちゃんの応援歌」（1988年、NHK総合） - 速水秀平 役
- 氷点（1989年、テレビ朝日）
- 空と海をこえて（1989年、TBSテレビ) - 伊良部徹 役
- さよなら李香蘭（1989年、フジテレビ） - 周暁波 役
- 外科医有森冴子（1990年、日本テレビ） - 倉沢星也 役
  - 外科医有森冴子II（1992年、日本テレビ） - 倉沢星也 役
- ニューヨーク恋物語II 男と女 （1990年、フジテレビ） - 田中直人 役
- あなたの知らない世界 不思議な愛の物語「呪い雪」（1991年、日本テレビ）
- デパート!夏物語（1991年、TBSテレビ） - 主演・高山大介 役
  - デパート!秋物語（1992年、TBSテレビ）
- 近松青春日記（1991年、NHK総合） - 主演・杉森信盛（近松門左衛門） 役
- 花と竜（1992年、TBSテレビ) - 主演・玉井金五郎 役
- 素敵にダマして!（1992年、日本テレビ） - 主演・大場哲也 役
- 風林火山（1992年、日本テレビ） - 長尾景虎（上杉謙信） 役
- ツインズ教師（1993年、テレビ朝日） - 主演・黒崎健治 役
- はやぶさ新八御用帳（1993年、NHK総合） - 主演・隼新八郎 役
- 同窓会（1993年、日本テレビ） - 中康介 役
- 夜に抱かれて（1994年、日本テレビ） - 麻桐司 役
- 好きやねん（1995年、読売テレビ） - 宇賀神亨 役
- Missダイヤモンド （1995年、テレビ朝日） - 早川健介 役
- 大江戸弁護人・走る! （1996年、テレビ朝日） − 主演・田村菊太郎 役
- 竜馬がゆく（1997年、TBSテレビ） - 千葉重太郎 役
- 12時間超ワイドドラマ→新世紀ワイド時代劇→新春ワイド時代劇（テレビ東京）
  - 赤穂浪士（1999年） - 不破数右衛門 役
  - 宮本武蔵（2001年） - 吉岡清十郎 役
  - 竜馬がゆく（2004年） - 西郷吉之助 役
- ニュースキャスター 霞涼子（1999年、テレビ朝日） - 松下卓 役
- 北アルプス山岳救助隊・紫門一鬼シリーズ（2001年3月7日 - 2009年1月14日（全11作品）、テレビ東京） - 主演・紫門一鬼 役
- 火曜サスペンス劇場 貴賓室の怪人（2002年2月5日、日本テレビ） - 浅見陽一郎 役
- 盤嶽の一生 第6話「流れ者」（2002年5月28日、フジテレビ） ‐ 弥十 役
- ハルとナツ 届かなかった手紙（2005年、NHK総合） - 山下拓也 役
- 柳生十兵衛七番勝負 島原の乱（2006年、NHK総合） - 荒木又右衛門 役
- 新・桃太郎侍（2006年、テレビ朝日） - 主演・桃太郎（桂木新二郎）、若木新太郎 役（二役）
- うつへの復讐 〜絶望からの復活〜（2007年、日本テレビ） - ドキュメンタリー部出演
- 江原啓之への質問状 〜永遠の記憶〜（2007年、WOWOW） - 主演・小暮宗男 役
- ふたつのスピカ（2009年、NHK総合） - 鴨川友朗 役
- ゴッドハンド輝 第4話、第6話（2009年、TBS） - 皇稜斗 役
- 隠蔽指令（2009年、WOWOW） - 地村英雄 役
- 松本清張生誕100年スペシャル「中央流沙」（2009年12月14日、TBSテレビ） - 川辺好郎 役
- 土曜プレミアム 阪神・淡路大震災から15年 神戸新聞の7日間 〜命と向き合った被災記者たちの闘い〜（2010年1月16日、フジテレビ） - 首藤満洲児・神戸新聞整理部長 役
- ブラッディマンデイ Season2（2010年、TBSテレビ） - 萩原太朗 役
- スペシャルドラマ ストロベリーナイト（2010年11月13日、フジテレビ） - 今泉春男 役
  - ストロベリーナイト（2012年1月 - 3月、フジテレビ） - 今泉春男（捜査係長） 役
- ホンボシ〜心理特捜事件簿〜（2011年、テレビ朝日） - 真田英俊 役
- 風の少年〜尾崎豊 永遠の伝説〜（2011年3月21日、テレビ東京） - 須藤晃 役
- 荒川アンダー ザ ブリッジ（2011年、毎日放送・TBSテレビ） - 高屋敷 役
- もう誘拐なんてしない（2012年1月3日、フジテレビ） - 黒木剛史 役
- 恋味母娘（2012年2月19日、テレビ朝日） - 森崎信二 役
- 謎解きはディナーのあとでスペシャル（2012年3月27日、フジテレビ） - 田沼郁夫 役
- 水曜ミステリー9 みちのく麺食い記者 宮沢賢一郎（2012年4月11日・2013年2月27日・2014年7月30日、テレビ東京） - 主演・宮沢賢一郎 役
- 鍵のかかった部屋 第2話（2012年4月23日、フジテレビ） - 高澤芳男 役
- BS時代劇 火怨・北の英雄 アテルイ伝（2013年1月 - 2月、NHK BSプレミアム） - 坂上田村麻呂 役
- ラストホープ（2013年1月 - 3月、フジテレビ） - 鳴瀬哲司 役
- 幽かな彼女（2013年4月 - 6月、関西テレビ・フジテレビ） - 岩名清二 役
- ぴんとこな（2013年7月 - 9月、TBSテレビ） - 大岩松吉 役
- 都市伝説の女 Part2 最終話（2013年11月22日、テレビ朝日） - 大河内英樹 役
- 鼠、江戸を疾る（2014年1月9日 - 3月20日、NHK総合） - 徳五郎 役
  - 鼠、江戸を疾る 2（2016年4月14日 - 6月2日）
- S -最後の警官-（2014年1月 - 3月、TBS） - 中丸文夫 役
- 信長協奏曲（2014年10月 - 12月、フジテレビ） - 柴田勝家 役[30]
- 刑事7人 第1シリーズ（2015年7月15日 - 9月9日、テレビ朝日） - 沙村康介 役[31]
  - 刑事7人 第2シリーズ（2016年7月13日 - 9月14日）
  - 刑事7人 第3シリーズ（2017年7月12日 - 9月13日）
  - 刑事7人 第5シリーズ 最終話（2019年9月18日）
  - 刑事7人 第9シリーズ 第6話（2023年7月12日）[32]
- 監獄学園-プリズンスクール-（2015年10月 - 12月、毎日放送） - 理事長 役[33]
- 青春探偵ハルヤ〜大人の悪を許さない!〜 最終話（2015年12月24日、読売テレビ） - 新田彬 役
- 刑事バレリーノ（2016年1月9日、日本テレビ） - 鷲尾鷹男 役[34]
- フラジャイル 第9話・最終話（2016年3月9日・16日） - 間瀬辰人 役
- キャリア〜掟破りの警察署長〜（2016年10月9日 - 12月11日、フジテレビ） - 南洋三 役
- 勇者ヨシヒコと導かれし七人 第5話（2016年11月11日、テレビ東京） - カンダタ 役
- 櫻子さんの足下には死体が埋まっている（2017年4月23日 - 6月25日、フジテレビ） - 山路輝彦 役
- ハラスメントゲーム（2018年10月15日 - 12月10日、テレビ東京） - 脇田治夫 役
- リーガル・ハート 〜いのちの再建弁護士〜 第1話（2019年7月、テレビ東京） - 佐々木原部長 役[35]
- 令和元年版 怪談牡丹燈籠（2019年10月6日 - 27日、NHK BSプレミアム） - 飯島平左衛門 役
- 映像研には手を出すな!（2020年4月6日 - 2020年5月11日、毎日放送） - 藤本先生 役
- SUITS/スーツ2 第4話・第7話・第10話（2020年8月3日・8月24日・9月14日、フジテレビ） - 冨樫文弘 役
- 裕さんの女房（2021年4月17日、NHK BSプレミアム） - 三船敏郎 役[36]
- 武士スタント逢坂くん! 第1話・第6話 ⁻ 最終話（2021年7月27日・8月31日 - 9月28日、日本テレビ） - 鶯谷寛喜 / 鶯谷明喜 役（二役）
- ソロモンの偽証（2021年10月3日 - 11月21日、WOWOW） - 藤野剛 役
- ラジエーションハウスⅡ 〜放射線科の診断リポート〜（2021年10月4日 - 12月13日、フジテレビ） - 灰島将人 役
- 忠臣蔵狂詩曲No.5 中村仲蔵 出世階段（2021年12月4日・11日、NHK BSプレミアム・BS4K） - 二代目 中村傳九郎 役
- わげもん〜長崎通訳異聞〜（2022年1月8日 - 1月29日、NHK総合） - 神頭有右生 役[37]
- やんごとなき一族（2022年4月21日 - 6月30日、フジテレビ）- 篠原久志 役
- 親愛なる僕へ殺意をこめて（2022年10月5日 - 11月30日、フジテレビ） - 猿渡敬三 役[38][39]
- ワタシってサバサバしてるから 第3回（2023年1月11日、NHK総合） - 馬場 役[40]
- City Lives（2023年1月18日 - 2月1日、フジテレビ） - 髙嶋政宏（本人）役
- ガラパゴス（2023年2月6日・2月13日、NHK BSプレミアム・BS4K）- 森喜一 役[41] [42] [43]
- ラストマン-全盲の捜査官- 第6話（2023年5月28日、TBS） - 菊知岳大 役[44]
- 18/40〜ふたりなら夢も恋も〜（2023年7月11日 - 9月12日、TBS） - 黒澤祐一 役[45]
- 連続ドラマW 事件（2023年8月13日 - 9月3日、WOWOW） - 高橋茂樹 役[46]
- ONE DAY〜聖夜のから騒ぎ〜 第4話（2023年10月30日、フジテレビ） - 松木 役[47]
- 霊験お初〜震える岩〜（2024年5月4日、テレビ朝日） - 古沢武左衛門重 役[48]
- おいち不思議がたり（2024年9月1日 - 10月20日、NHK BS・BSプレミアム4K） - 仙五朗 役[49]
- TRUE COLORS（2025年1月5日 -、NHK BS・BSプレミアム4K） - 海難審判の理事官 役[50][51]
- ちはやふる-めぐり-（2025年7月9日 - 、日本テレビ） - 梅園高校校長 役[52]

### 配信ドラマ
- RETURN（2013年、UULA） - 若社長 役
- やれたかも委員会（2018年3月10日、AbemaTV） - 都築恭平 役[53]
- トークサバイバー!〜トークが面白いと生き残れるドラマ〜 シーズン2（2023年10月10日〈予定〉 - 、Netflix）[54]

### バラエティ番組ほか
- でたらめ天使（1990年4月 - 9月、フジテレビ）
- サンデーピアス（1990年10月 - 1991年3月、TBS）
- ヒットパレード90's（1990年10月19日 - 1991年3月29日、フジテレビ） - 司会
- ひるおび!（2009年4月 - 2009年9月、TBS） - 木曜レギュラー
- THE 料理王（2010年2月2日・11月5日、日本テレビ） - 総合司会
- 洋楽倶楽部80's（2010年3月11日 - 2012年8月26日、NHK総合） - 司会
- コントの劇場 〜The Actors' Comedy〜（2014年5月23日、NHK BSプレミアム）
- 髙嶋政宏の旅番長 / カンボジア縦断トゥクトゥク旅（2013年、旅チャンネル）
  - 激走のスリランカ編（2014年）
  - 熱風！アジア縦断編（2015年）
- My Anniversary SONG〜HEISEI SOUND ARCHIVE〜（2018年10月5日 - 2020年3月27日（3月13日初回放送分）、BS朝日） - メインMC
- ポップUP!（2022年4月7日 - 12月23日、フジテレビ） - 木曜パーソナリティ[55]
- 髙嶋政宏のローカル線ツレ駅弁の旅（2025年1月 ‐ 、BSテレ東 不定期番組）

### バラエティ等のゲスト出演
- ファミリーヒストリー（2024年5月6日、NHK総合）
- 高見沢俊彦の美味しい音楽 美しいメシ（2025年5月23日、BS朝日）[14][13]

### 映画
- トットチャンネル（1987年） - 黒沢圭一郎 役
- BU・SU（1987年） - 津田邦彦 役
- 悲しい色やねん（1988年） - 主演・桐山恵 役
- ステイ・ゴールド（1988年） - 高林晴彦 役
- ガンヘッド（1989年） - ブルックリン（Bバンガー） 役[56]
- 花の降る午後（1989年） - 高見雅道 役
- ZIPANG（1990年） - 地獄極楽丸 役
- 新極道の妻たち（1991年） - 藤波直也 役
- 寒椿（1992年） - 仁王山 役
- ゴジラシリーズ
  - ゴジラvsメカゴジラ（1993年） - 主演・青木一馬 役[5]
  - ゴジラvsデストロイア（1995年） - 黒木翔 役[5]
- ヤマトタケル（1994年） - 主演・オウス / ヤマトタケル 役
- ひめゆりの塔（1995年） - 大杉少尉 役
- 君を忘れない（1995年） - 小沢啓二 役
- 風の歌が聴きたい（1998年） - 車椅子の恋人 役
- 残侠（1999年） - 主演・岩城辰五郎 役
- 間宮兄弟（2006年） - 大垣賢太 役
- チェスト!（2008年） - 吉川隆夫 役
- クライマーズ・ハイ（2008年） - 安西耿一郎 役
- 隠し砦の三悪人 THE LAST PRINCESS（2008年） - 本庄久乃進 役
- 海の金魚（2010年） - キヨミの父親 役
- 君が踊る、夏（2010年） - 村木保則 役
- はやぶさ/HAYABUSA（2011年） - 坂上健一 役
- スマグラー -おまえの未来を運べ-（2011年） - 河島精二 役
- 明日に架ける愛（2012年） - 岸田孝雄 役
- 荒川アンダー ザ ブリッジ（2012年） - 高屋敷 役
- この空の花 長岡花火物語（2012年） - 片山健一 役
- ストロベリーナイト（2013年） - 今泉春男 役
- RETURN ハードバージョン（2013年） - 若社長 役
- 舞妓はレディ（2014年9月13日） - 高井良雄 役
- 柘榴坂の仇討（2014年9月20日） - 内藤新之助 役
- S -最後の警官- 奪還 RECOVERY OF OUR FUTURE（2015年8月29日) - 中丸文夫 役
- 信長協奏曲（2016年） - 柴田勝家 役[57]
- 金メダル男（2016年） - 星川優馬 役
- 本能寺ホテル（2017年） - 明智光秀 役
- HiGH&LOW（2017年） - 源龍海 役
  - HiGH&LOW THE MOVIE2 / END OF SKY（2017年）
  - HiGH&LOW THE MOVIE3 / FINAL MISSION（2017年）
- 花筐/HANAGATAMI（2017年） - あきねの父 役
- マスカレード・ホテル（2019年） - 古橋 役
- キングダム（2019年） - 昌文君 役[58]
  - キングダム2 遥かなる大地へ（2022年）[59]
  - キングダム 運命の炎（2023年）[60]
  - キングダム 大将軍の帰還（2024年）[61]
- 空母いぶき（2019年） - 滝隆信 役[62]
- モデル 雅子 を追う旅（2019年） - インタビュー出演[63]
- かぐや様は告らせたい〜天才たちの恋愛頭脳戦〜（2019年） - 白銀の父 役[64]
  - かぐや様は告らせたい〜天才たちの恋愛頭脳戦〜ファイナル（2021年8月20日）
- 3人の信長（2019年） - 蒲原氏徳 役
- AI崩壊（2020年） - 望月剣 役
- zk/頭脳警察50 未来への鼓動（2020年7月18日）
- ぐらんぶる（2020年） - 古手川登志夫 役[65]
- 映像研には手を出すな!（2020年） - 藤本先生 役
- 燃えよ剣（2021年10月15日[66]） - 清河八郎 役[67]
- ドリームズ・オン・ファイア（2021年） - オーナー 役
- コンフィデンスマンJP -英雄編-（2022年1月14日）-政府官僚 役
- 劇場版ラジエーションハウス（2022年4月29日） - 灰島将人 役[68]
- 愛してる!（2022年9月16日、日活）[69]
- 野球部に花束を（2022年8月11日）- 原田監督 役[70]
- もしも徳川家康が総理大臣になったら（2024年7月26日） - 徳川吉宗 役[71]
- 新米記者トロッ子 私がやらねば誰がやる!（2024年8月9日） - 沼原栄作 役[72]
- でっちあげ〜殺人教師と呼ばれた男（2025年6月27日） - 堂前 役[73]
- THE オリバーな犬、(Gosh!!)このヤロウ MOVIE（2025年9月26日公開予定）[74][75] - 不思議なおじさん 役[76]

### オリジナルビデオ
- 野獣 地獄からの生還（1995年） - 主演

### 舞台
- 王様と私 - 王 役
- レ・ミゼラブル - ジャベール 役
- エリザベート - ルイジ・ルキーニ 役
- 双頭の鷲 - スタニスラス 役 ※上記と同一人物。
- 黒蜥蜴 - 明智小五郎 役
- ベガーズ・オペラ - ピーチャム 役
- マリー・アントワネット - オルレアン公 役
- 醉いどれ天使（2021年9月3日 - 20日：東京・明治座、2021年10月1日 - 11日：大阪・新歌舞伎座） - 岡田 役
- 劇団☆新感線 42周年興行 春公演 いのうえ歌舞伎『神州無頼街』（2022年3月17日 - 29日 オリックス劇場、4月9日 - 12日 富士市文化会館ロゼシアター 大ホール、4月26日 - 5月28日、東京建物Brillia HALL） - 身堂蛇蝎 役[77]
- 中村仲蔵 〜歌舞伎王国 下剋上異聞〜（2024年2月6日 - 3月31日、東京建物 Brillia HALL 他 / 2025年9月13日 - 21日〈予定〉、上海交通銀行前滩31文化芸能センター・大劇場） - 市川團十郎 役[78][79][80]

### ラジオ
- 京極夏彦ラジオドラマ 『百器徒然袋』（2006年、ニッポン放送） - 京極堂 役

### CM
- ライオン「タータデント」（1988年 - 1991年）
- 日本コカ・コーラ「清流茶房」（1995年）
- 日清食品「ごんぶと」（1995年）[81]
- ミリオンカード・サービス（1996年）[82]
- 富士フイルム 写ルンです カッパ『池ポチャ編』（1998年） - ファミリー4人揃っての出演[83]
- 大日本除虫菊「水性キンチョール」『シュッシュパッパキンチョール』編、『リンボーダンス』編 - 弟・政伸と共演
- 大東建託 - 純名里沙と共演
- アデランス「アデランスは誰でしょう?」（2010年3月）[注釈 6][84]
- アオキーズ・ピザ「ピザ・麻辣台湾ドリア」（2020年8月）※東海地方ローカル
- 本田技研工業 トラクターTX

### ミュージック・ビデオ
- AKB48「So long !」
- ちゃんみな
  - 「美人」（2021年）[85]
  - 「TOKYO 4AM」（2022年）[86]

### テレビアニメ
- NHKアニメ劇場「雪の女王」（2005年、NHK総合） - カール 役[87]

### 劇場アニメ
- エルマーの冒険（1997年） - エルマーの父 役
- 劇場版ポケットモンスター ダイヤモンド&パール アルセウス 超克の時空へ（2009年） - ダモス 役

### ゲーム
- スーパーロボット大戦X-Ω（2020年4月16日） - ブルックリン 役[88]

## ディスコグラフィ
全てのシングル、アルバム共に現在は廃盤

### シングル
| #                                      | 発売日                                 | タイトル                               | c/w                                    | 規格                                   | 規格品番                               |
| Ki/oon Records / FITZBEAT 高嶋政宏名義 | Ki/oon Records / FITZBEAT 高嶋政宏名義 | Ki/oon Records / FITZBEAT 高嶋政宏名義 | Ki/oon Records / FITZBEAT 高嶋政宏名義 | Ki/oon Records / FITZBEAT 高嶋政宏名義 | Ki/oon Records / FITZBEAT 高嶋政宏名義 |
| -------------------------------------- | -------------------------------------- | -------------------------------------- | -------------------------------------- | -------------------------------------- | -------------------------------------- |
| 1st                                    | 1992年5月21日                          | 胸が痛い                               | GOOD LUCK                              | 8cmCD                                  | SRD2-1001                              |
| 2nd                                    | 1992年9月1日                           | 誰よりも                               | SOLID GOLD                             | 8cmCD                                  | KSD2-1010                              |
| 3rd                                    | 1992年11月21日                         | 泣きやまないで                         | 僕と出会う君へ…                        | 8cmCD                                  | KSD2-1024                              |
| 4th                                    | 1993年5月21日                          | こわれるくらい抱きしめたい             | STARLESS                               | 8cmCD                                  | KSD2-1035                              |

### アルバム

#### オリジナルアルバム
|                                        | 発売日                                 | タイトル                               | 規格                                   | 規格品番                               |
| Ki/oon Records / FITZBEAT 高嶋政宏名義 | Ki/oon Records / FITZBEAT 高嶋政宏名義 | Ki/oon Records / FITZBEAT 高嶋政宏名義 | Ki/oon Records / FITZBEAT 高嶋政宏名義 | Ki/oon Records / FITZBEAT 高嶋政宏名義 |
| -------------------------------------- | -------------------------------------- | -------------------------------------- | -------------------------------------- | -------------------------------------- |
| 1st                                    | 1992年5月21日                          | 高嶋政宏〜British Green〜              | CD                                     | SRC2-1                                 |
| 2nd                                    | 1993年1月21日                          | KINGDOM MAN                            | CD                                     | KSC2-31                                |
| 3rd                                    | 1994年6月1日                           | ZERO                                   | CD                                     | KSC2-64                                |

### タイアップ
| 曲名                       | タイアップ                                           | 収録作品                               |
| -------------------------- | ---------------------------------------------------- | -------------------------------------- |
| 胸が痛い                   | ミリオンカード CMソング                              | シングル「胸が痛い」                   |
| 誰よりも                   | ミリオンカード CMソング                              | シングル「誰よりも」                   |
| 泣きやまないで             | TBS系ドラマ『デパート!秋物語』主題歌                 | シングル「泣きやまないで」             |
| こわれるくらい抱きしめたい | テレビ朝日系ドラマ『ツインズ教師』エンディングテーマ | シングル「こわれるくらい抱きしめたい」 |

## 著書
- 変態紳士（2018年 ぶんか社）ISBN 978-4821144860

## 受賞
- 第11回日本アカデミー賞 新人俳優賞（『トットチャンネル』『BU・SU』）[91]
- 第30回ブルーリボン賞 新人賞（『トットチャンネル』『BU・SU』）
- 第12回報知映画賞 新人賞（『トットチャンネル』『BU・SU』）
- 第42回毎日映画コンクール スポニチグランプリ新人賞（『トットチャンネル』『BU・SU』）
- 第61回キネマ旬報ベスト・テン 新人男優賞（『トットチャンネル』『BU・SU』）
- 1989年 エランドール賞 新人賞